# 利珀 (勃兰登堡州)
利珀（德語：Liepe）是德国勃兰登堡州的一个市镇，隶属于巴尔尼姆县。总面积为10.85平方千米，截至2020年总人口为653人。